# Cremastobombycia
Genre
Cremastobombycia est un genre d'insectes lépidoptères de la famille des Gracillariidae et de la sous-famille des Lithocolletinae.

## Liste d'espèces
Selon Catalogue of Life (26 octobre 2013) :
- Cremastobombycia ambrosiaeella
- Cremastobombycia grindeliella
- Cremastobombycia ignota
- Cremastobombycia lantanella
- Cremastobombycia solidaginis
- Cremastobombycia verbesinella

Selon NCBI (26 octobre 2013) :
- Cremastobombycia solidaginis